# Гости из галаксије
„Гости из галаксије“ је југословенски филм из 1981. године. Режирао га је Душан Вукотић, а сценарио је написао у сарадњи са Милошем Мацоуреком.

## Радња
Роберт је писац СФ романа који открива да може материјализовати своје мисли. Као последица тога, на Земљу стиже група ванземаљаца предвођена наочитом Андром, која осећа наклоност према Роберту. То се нимало не свиђа његовој девојци Биби. С Ванземаљцима долази и чудовиште Муму...

## Улоге
| Глумац           | Улога               |
| ---------------- | ------------------- |
| Жарко Поточњак   | Роберт              |
| Луцие Жулова     | Биба                |
| Ксенија Прохаска | Андра               |
| Рене Биторајац   | Тарго               |
| Љубиша Самарџић  | Тони                |
| Ивана Андрлова   | Габи                |
| Цвијета Месић    | Цецилија            |
| Маркета Фишерова | Стела               |
| Карел Аугуста    | Стелин отац         |
| Хермина Пипинић  | Стелина мајка       |
| Хелена Ружичкова | гђа. Шварцова       |
| Вацлав Штекл     | психијатар          |
| Петр Дрозда      | Муму                |
| Звонко Лепетић   | чувар               |
| Едо Перочевић    | уредник             |
| Предраг Петровић | Књижничар           |
| Војкан Павловић  | Тип са жутом брадом |

## Награде
Филм је освојио следеће награде:
- На међународном фестивалу фантастике Fantasporto у Порту (84.), филм је добио Међународну награду за фантазију за сценарио
- Трст 81' - Прва специјална награда жирија за режију
- Мадрид 82' Imagfic - Grand prix; Grand prix публике; награда FIPRESCI; Награда жирија за најбољу маску
- Кадис 82' - 2. награда публике
- Брисел 83' - Главна награда за режију